# Vicente Adán
Vicente Adán (n. Algemesí; 17?? - 1???) fue un organista y compositor español. Trabajó en la Capilla Real de Madrid hacia mediados del siglo XVIII. 

## Obras

### Manuales y textos
- Preludios o formaciones de tonos puestos para salterio, y pueden servir de luz para todos los instrumentos (Madrid, 1781).
- Documento para la instrucción de músicos y aficionados que intentan saber el arte de composición, publicado en Madrid en 1786, recibió elogios de Anacleto de Leta (Carta laudatoria a D. Vicente Adán, en acción de gracias por la publicación de su obra intitulada: Documentos &c). Como respuesta, escribió Respuesta gratulatoria a la la Carta laudatoria de D. Anacleto de Leta, apoderado de la juventud músico-aficionada (Madrid, 1787).
- Demostración de los signos de salterio, y reglas para templarle (sin datos de edición).

### Piezas musicales
- Seis cuartetos  para flauta, dos violines, viola y bajo continuo.
- Seis para salterio en lugar de flauta.
- Ocho minuets para pianoforte.
- Música de diferentes autores para salterio.
- La salve á nueve.
- Nueve sonatas para órgano.
- Distintas piezas de música para salterio.
- Dos sinfonías concertadas para salterio, flauta violines, violas, trompas y bajo.